# Тереза Міхаловська
Тереза Ядвіга Міхаловська (6 липня 1932, Хелм, Польська Республіка) — польська історикиня літератури, фахівець з історії середньовічної літератури, професорка з гуманітарних наук.

## Біографія
Вивчала полоністику у Вроцлавському університеті. Після закінчення навчання в 1955 році почала працювати в бібліотеці імені Оссолінських. З 1961 року і до кінця дослідницької кар'єри вона була пов'язана з Інститутом літературних досліджень Польської академії наук у Варшаві. Керувала дослідженнями середньовічної польскої літератури.
У 1963 році отримала науковий ступінь доктора, захистивши дисертацію під назвою «Різні історії». У 1970 році здобула габілітацію на основі наукових досягнень і дисертації «Між поезією та вимовою. Традиції та умовності оповідної прози». У 1983 році отримала вчене звання професора в галузі гуманітарних наук. У 1991 році стала ординарним професором.
У 1996 році Тереза Міхаловська стала членкинею Варшавського наукового товариства. З 1999 року членкиня-кореспондентка, а з 2006 року дійсна членкиня Польської академії мистецтв і наук. Також є членкинею наукової ради IBL PAN, Комітету наук про польську літературу та Літературного товариства імені Адама Міцкевича та Польського ПЕН-клубу та Комітету польських медієвістів.

## Нагороди та відзнаки
У 2011 році президент Броніслав Коморовський за видатні досягнення в науково-дослідній та викладацькій діяльності нагородив Міхаловську Офіцерським хрестом ордена Відродження Польщі.
У 1995 році вона отримала нагороду Фонда польської науки за свою монографію з історії літератури «Середні віки» (1995), яка представила новий образ польськомовної та латинської літератури в польській культурі.

## Вибрані видання
- Між поезією і красномовством. Умовності та традиції старопольської новелістики (1970);
- Старопольська генологічна теорія (1974);
- Поетика і поезія. Давня полоністика та етюди (1982);
- Співредактор «Словника старопольської літератури» (1990)[6];
- Середньовіччя (1995)[7];
- Mediaevalia та інші (1998);
- Співавтор антології Джерела теоретичних і літературних знань у колишній Польщі (1999);
- Его Гертруди (2001);
- Середньовічна теорія літератури в Польщі. Розвідка (2007);
- Література польського середньовіччя. Лексикон (2011)[8];
- Бірнат та інші (2016).